# 十三衙門
十三衙門，由清朝宦官吳良輔建議設立的機構，於清順治十一年（1654年）設立。
十三衙門乃仿明朝體例內官廿四衙門而設。其下即：司禮監、御用監、御馬監、內官監（宣徽院）、尚衣監、尚膳監、尚寶監（尚寶司）、司設監、尚方監（尚方院）、惜薪司、鐘鼓司（禮儀監、禮儀院）、兵杖局、織染局（經局）。
順治十八年（1661年），吴良辅等被孝莊太皇太后以「內官干政」所誅，裁撤十三衙门，另由上三旗包衣組設內務府，改尚膳監為採捕衙門，改惜薪司為內工部，又改御用監為廣儲司，宣徽院為會稽司，礼仪院为掌仪司，尚方院为慎刑司，采捕衙门为都虞司，内工部为营造司，又自掌仪司分出庆丰司。